# Notophysis forcipata
Notophysis forcipata är en skalbaggsart som först beskrevs av Edgar von Harold 1878.  Notophysis forcipata ingår i släktet Notophysis och familjen långhorningar.
Artens utbredningsområde är:
- Angola.
- Zimbabwe.

Inga underarter finns listade i Catalogue of Life.